# Den preussisk-østrigske krig
Den preussisk-østrigske krig, den tysk-tyske krig, den tyske borgerkrig, samlingskrigen eller syvugerskrigen var en krig i 1866 mellem kejserriget Østrig og kongeriget Preussen om lederskabet i Det tyske forbund. Den endte med Preussens sejr over Østrig. Preussen overtog dermed den lederposition blandt de tyske stater, som Østrig havde haft, og grundlagde Det nordtyske forbund. Det dannede udgangspunkt for den lilletyske løsning som blev valgt da Tyskland blev samlet som nationalstat under Den fransk-tyske krig, men uden de tyske områder i Østrig-Ungarn.

## Baggrund
Årsagerne til krigen lå i striden mellem Østrig og Preussen om lederskabet i Det tyske forbund, og det, som udløste krigen, var striden om forvaltningen af Slesvig og Holsten under det preussisk-østrigske kondominat efter den 2. Slesvigske Krig.
Udsigten til krig var gunstig for Preussen, da Østrig befandt sig i en vanskelig økonomisk situation, og Frankrig erklærede sin neutralitet i tilfælde af en tysk borgerkrig. Otto von Bismarck opnåede støtte fra Kongeriget Italien mod at love den østrigske provins Veneto til Italien. Den 8. april 1866 sluttede Preussen og Italien et tre måneders angrebsforbund mod Østrig.
I et forsøg på at begrave stridighederne vendte Østrig sig 1. juni til forbundsdagen i Det nordtyske forbund og forlangte landdagen i Holsten sammenkaldt. Holsten stod formelt under Østrig, men Østrig tolererede til Preussens irritation hertug Friedrich 8. af Slesvig-Holstens styre.
Preussen betragtede det som et brud på Gastein-konventionen, hvorefter Preussen og Østrig i 1865 havde inddelt Slesvig og Holsten i indflydelsessfærer og fastlagt deres politik i området. 9. juni marcherede preussiske tropper ind i Holsten, og som svar forlangte Østrig, at Det tyske forbund skulle bruge militær magt mod Preussen. Forbundsdagen stemte for det den 14. juni med ni mod seks stemmer. Preussen erklærede, at det var et brud på forbundsforfatningen og erklærede Det tyske forbund for opløst. Den formelle selvopløsning fandt sted 23. august i Augsburg.

## Alliancer
På Preussens side stod Kongeriget Italien, Hertugdømmet Oldenburg, Hertugdømmet Mecklenburg, Hertugdømmet Braunschweig og enkelte thüringske småstater.
På Østrigs – formelt Det tyske forbunds side – stod Kongeriget Sachsen, Kongeriget Bayern, Storhertugdømmet Baden, Kongeriget Württemberg, Kongeriget Hannover, Storhertugdømmet Hessen, Kurhessen, Hertugdømmet Nassau og enkelte tyske småstater.

## Forløb
Den 23. juni rykkede den 1. preussiske armé over Seidenburg og Zittau og elb-armeen over Waltersdorf og Schluckenau ind i Bøhmen. 26. juni kom det til sammenstød ved Hühnerwasser, Sichrow og Turnau – og til slaget ved Podol mellem forskellige enheder fra den preussiske 1. armé under prins Fredrik Karl af Preussen og elb-armeen under general Herwarth von Bittenfeld på den ene side og den 1. østrigske og det saksiske korps på den anden. 27. juni krydsede den 2. preussiske armé under kronprins Frederik flere pas i Riesengebirge, og det kom til slag ved Nachod og Trautenau. Dette var det eneste under hele krigen, som østrigerne vandt. 28. juni kom det til slag ved Skalitz, Soor og Münchengrätz, hvor Østrig led store tab.
29. juni stod slaget ved Gitschin mellem den 1. preussiske armé og det saksiske korps, og i øst kom det til kamp ved Königinhof og Scheinschädel. Efter disse sammenstød mistede begge armeer overblikket over fjendens positioner, og først 2. juli blev det klart at Østrig og Sachsens tropper stod nordvest for Königgrätz.
Preussiske tropper fra Minden og Hamburg blev slået af Kongeriget Hannovers armé den 27. juni 1866 ved slaget ved Langensalza. Hannoveranerne blev imidlertid tvunget til at kapitulere 29. juni på grund af deres store tab, manglende forsyninger og talmæssige underlegenhed. Et mindesmærke for denne sejr står i centrum af Minden. Preussens allierede angreb Kassel og bystaten Frankfurt am Main, mens højre fløj i den preussiske elb-armé overraskende dukkede op ved portene til Nürnberg i Bayern.
I syd havde Østrig i mellemtiden den 24. juni 1866 slået den italienske armé under general La Marmora i slaget ved Custozza, og den østrigske Adriaterhavsflåde under Wilhelm von Tegetthoff sejrede ved øen Lissa den 20. juli over den ellers overlegne italienske flåde. Kampe på to fronter var en af hovedgrundene til Østrigs endelige nederlag.
Det afgørende slag mod Østrig vandt de forenede preussiske armeer den 3. juli 1866 i Königgrätz i Bøhmen under ledelse af kong Vilhelm af Preussen personligt og generalstabschef Helmuth von Moltke. Østrig havde håbet på at deres øverstkommanderende, Ludwig von Benedek, som blev regnet som et militært geni i Østrig, kunne slå preusserne, men Preussen var i dette slag ikke bare talmæssigt overlegen, med 250.000 soldater mod østrigernes 160.000, men havde også overlegne våben. Under slaget faldt syv østrigere for hver preusser. Benedek havde først forsøgt at afslå posten som øverstkommanderende for nordarmeen, fordi han ikke havde erfaring i Bøhmen, og fordi nordarmeen var i dårlig forfatning. Efter slaget ved Königgrätz blev han frataget positionen og stillet for en krigsret, men processen blev indstillet efter kejserens ønske, og Benedek fik ordre til aldrig at omtale slaget.
Det sidste slag i den preussisk-østrigske krig fandt sted under Mainfelttoget den 26. juni i Uettingen. I dette slag sejrede Preussen over Bayern. Under sammenstødene ved Blumenau lykkedes det imidlertid østrigerne på krigens sidste dag at forhindre preusserne i at erobre Pressburg.
De krigførendes tab:
- Østrig: 1313 officerer de 330 faldne og 41.499 mand de 5328 faldne
- Sachsen: 55 officerer de 15 faldne og 1446 mand de 120 faldne
- Preussen: 359 officerer de 99 faldne og 8794 mand de 1830 faldne

## Afslutning og følger
For at hindre en fransk eller russisk intervention overbeviste Otto von Bismarck den preussiske konge om ikke at udnytte sejren fuldt ud, men indgå en hurtig fredsaftale. Bismarck skrev samme år:
Vi måtte undgå at skade Østrig for alvor. Vi måtte undgå at efterlade det i en tilstand af unødig bitterhed eller ønske om hævn. Vi burde hellere blive venner igen med vor modstander, og i alle tilfælde betragte den østrigske stat som en del af det europæiske skakbræt. Hvis Østrig blev påført alvorlig skade, ville det blive Frankrig og alle vore andre modstanderes allierede. Det ville til og med ofre sine anti-russiske interesser for at få hævn over Preussen.... Vor opgave var at etablere et grundlag for tysk national enhed under lederskab af kongen af Preussen.
Fredsslutningen fandt sted 26. juli, da «forfreden i Nikolsburg» blev indgået med Napoleon III's mægling, og efter at Østrig i hovedsagen havde givet efter for Preussen og i realiteten trak sig ud af al tysk politik. Forfreden blev senere bekræftet ved freden i Prag mellem Østrig og Preussen og freden i Wien mellem Østrig og Italien.
Italien vandt Veneto, og Preussen annekterede alle fjendtlige stater nord for Main bortset fra Sachsen og Hessen-Darmstadt. Dermed opnåede Preussen endelig en forbindelse mellem sine vestlige Rhinprovinser og kærnelandet Brandenburg øst for Elben.
Det tyske forbund blev opløst, og Det nordtyske forbund domineret af Preussen blev grundlagt. Efter at Frankrig fremsatte territorielle krav, allierede de sydtyske stater sig med Preussen i et forsvarsforbund, som blev grundlaget for, at staterne gjorde fælles sag under den fransk-tyske krig i 1870–1871.
Otto von Bismarck opnåede en stor indenrigspolitisk sejr, da hans militærbudget som følge af bølgen af eurori blev godkendt af det preussiske parlament, landdagen.
Forbindelserne mellem Napoleon III og Preussen, som hidtil havde været gode, blev nu svækket af Preussens sejr. Napoleon III havde regnet med at blive belønnet med den vestlige Rhinbred efter sin formidling af fredsaftalen, men blev overrasket af krigens tempo og kom for sent med sine krav. I Frankrig opstod kravet om «hævn for Sadowa». Dette krav var ganske uberettiget, for Napoleon III havde forhandlet med begge parter i håb om at vinde mest mulig for sig selv.[kilde mangler]